# Eduardo Viveiros de Castro

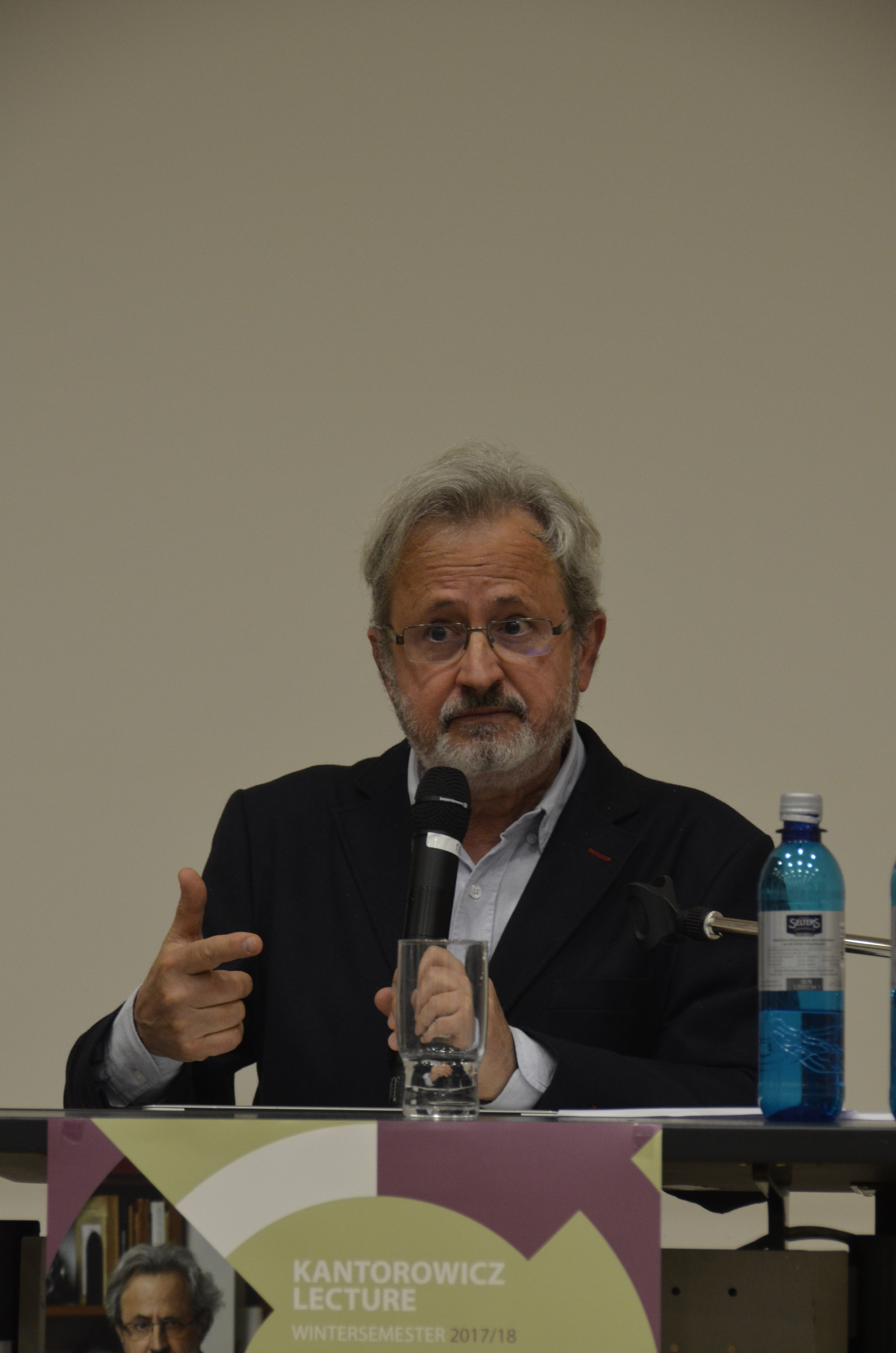
Eduardo Viveiros de Castro während der Kantorowicz-Lecture 2017 an der Johann Wolfgang Goethe-Universität Frankfurt am Main

Eduardo Batalha Viveiros de Castro (* 19. April 1951 in Rio de Janeiro) ist ein brasilianischer Anthropologe und Dozent am Brasilianischen Nationalmuseum der Bundesuniversität Rio de Janeiro.

## Leben
Eduardo Viveiros de Castro begann 1978 – nach dem Studium der Anthropologie – seine Arbeit am Brasilianischen Nationalmuseum. 1984 wurde er im Fach Anthropologie promoviert. 1994 gehörte er zu den Gründungsmitgliedern des Instituto Socioambiental. Von 1999 bis 2001 arbeitete er am Centre national de la recherche scientifique (CNRS). Er lehrte an der École des Hautes Études en Sciences Sociales, an der Universität von Chicago und an der Universität von Cambridge.
Viveiros de Castros Publikationen haben in der brasilianischen Anthropologie und in der Ethnologie der indigenen Völker Amerikas einen hohen Stellenwert, darunter: Amazônia: etnologia e história indígena und A inconstância da alma selvagem e outros ensaios de antropologia. Wesentliche Beiträge lieferte er zur Entwicklung der Idee des indianischen Perspektivismus (perspectivismo ameríndo, perspectivismo amazônica).

## Veröffentlichungen (Auswahl)
Monografien
- From the Enemy's Point of View: Humanity and Divinity in an Amazonian Society, The University of Chicago Press 1992.
- A Inconstância da alma selvagem, Cosac Naify, São Paulo, 2. Auflage 2011.
  - Die Unbeständigkeit der wilden Seele, aus dem brasilianischen Portugiesisch von Oliver Precht, Turia + Kant 2016, ISBN 978-3-85132-836-3.
- The Inconstancy of the Indian Soul: The Encounter of Catholics and Cannibals in Sixteenth-century Brazil, Prickly Paradigm Press 2011.
- Cosmological Perspectivism in Amazonia and Elsewhere, Hau Masterclass Series vol. 1, 2012, auf monoskop.org
- Métaphysiques cannibales, aus dem brasilianischen Portugiesisch von Oiara Bonilla, Paris 2009, P.U.F., ISBN 978-2-13-057811-6.
  - Cannibal Metaphysics, aus dem Französischen von Peter Skafish, Minneapolis (Minn.) 2014, Univocal Publishing, ISBN 978-1-5179-0531-6.
  - Metafísicas canibais, São Paulo 2015, n-1 edições.
  - Kannibalische Metaphysiken, aus dem brasilianischen Portugiesisch von Theresa Mentrup, Berlin 2019, Merve, ISBN 978-3-88396-384-6.
- Radical Dualism, Hatje Cantz 2012, ISBN 978-3-7757-3085-3.
- mit Deborah Danowski: Há Mundo Por Vir? Ensaio Sobre os Medos e os Fins, Cultura e Barbárie 2014, ISBN  978-85-63003-21-8.
  - The Ends of the World, übersetzt von Rodrigo Nunes, Polity Press 2016, ISBN 978-1-5095-0398-8.
  - In welcher Welt leben?: Ein Versuch über die Angst vor dem Ende, aus dem Portugiesisch von Clemens von Loyen und Ulrich von Loyen, Berlon 2019, Matthes & Seitz, ISBN 978-3-95757-566-1.
- The Relative Native: Essays on Indigenous Conceptual Worlds, Hau Books 2015, ISBN 978-0-9905050-3-7.

Artikel
- „Cosmological Deixis and Amerindian Perspectivism“ in: The Journal of the Royal Anthropological Institute, Band 4, Nummer 3, 1998, S. 469–488.
- „Exchanging Perspectives: The Transformation of Objects into Subjects in Amerindian Ontologies“ in: Common Knowledge, Band 1, Nummer 3, 2004, S. 463–484.
- „Perspectival Anthropology and the Method of Controlled Equivocation“ in: Tipití: Journal of the Society for the Anthropology of Lowland South America, Band 2, Heft 1, 2004.